# Internetski preglednik
Internetski preglednik (Web preglednik, web browser, Internet browser) je program koji korisniku omogućuje pregled web-stranica i multimedijalnih sadržaja vezanih uz njih.
Najpopularniji preglednici danas su: 
- Google Chrome – besplatan preglednik tvrtke Google
- Safari – besplatan preglednik tvrtke Apple Inc.
- Firefox – besplatan preglednik otvorenog koda iz Mozilla projekta
- Microsoft Edge – besplatan preglednik zatvorenog koda tvrtke Microsoft
- Opera – besplatan preglednik zatvorenog koda tvrtke Opera
- Internet Explorer – besplatan preglednik zatvorenog koda tvrtke Microsoft

Jedna od opcija za hrvatski naziv bijaše i web-prebirnik, jer se "preglednik" može rabiti i kao naziv za "viewer". No, prevladao je ovaj termin.
Svi navedeni su grafički programi (tj. osim teksta mogu prikazivati i vizualne sadržaje). Osim grafičkih postoje i tekstualni preglednici koji mogu prikazivati samo tekst (npr. "links" i "lynx") i specijalizirani govorni preglednici kakve mogu koristiti slijepe osobe.

## Povijest internetskih preglednika
HTML kao meta-jezik kojim se hipertekstualni dokumenti mogu opisivati je izmislio Tim Berners-Lee (djelatnik CERN-a) 1990/1991. godine. Prvi preglednici su bili strogo tekstualni, a veliku promjenu je 1993. godine donio NCSA Mosaic – koji je izvorno bio UNIX aplikacija ali je ubrzo prenijet i na druge operativne sustave.
Godine 1994., Marc Andreesen (voditelj projekta NCSA Mosaic), pokrenuo je vlastitu tvrtku – Netscape i izdao Netscape Navigator. Ubrzo nakon toga je i Microsoft izbacio Internet explorer (IE) – čime je započet rat preglednika. Zahvaljujući činjenici što je IE dolazio predinstaliran s Windowsima Microsoft je uspio postići da se oko 2000. godine koristio u više od 80% računala. 
Netscape je odgovorio tako što je izvorni kod Netscape-a pretvorio u otvoreni kod (tj. open source), no to nije uspjelo zaustaviti opadanje zastupljenosti tog preglednika. Ipak, iz tog poteza se razvio internetski preglednik kojeg danas većina stručnjaka drži kao najboljeg i najsigurnijeg – Mozilla i njegovih izvedenica kao što je Firefox.
Od tekstualnih preglednika još uvijek se, iako u vrlo malom postotku, koriste Lynx i Links.
Na Linuxu je popularan još i Konqueror, a na Macintosh OS X se često koristi Safari.

## Funkcioniranje internetskog preglednika
Svaki internetski preglednik je interpreter. Dakle, stranica je pisana u kodu koji preglednik interpretira u čitljiv sadržaj.